# Виборг (Русија)
Виборг (рус. Вы́борг) град је на обалама Финског залива, на северозападу европског дела Руске Федерације и административни центар Виборшког рејона Лењинградске области.
Налази се на око 122 километра северозападно од историјског центра града Санкт Петербурга, са којим је директно повезан железничким и друмским саобраћајницама. Међународни гранични прелаз према Финској Брусничноје налази се на око 35 километара западније од града. Виборг је један од најзначајнијих привредних, културних и саобраћајних центара у том делу Русије и важна лука на Балтичком мору. Захваљујући Сајменском каналу који повезује финско језеро Сајму са Балтиком управо преко Виборга, град је и важан трговачки центар.
Званична година оснивања града 1293, је година када су Швеђани на маленом острву насупрот данашњег града подигли моћан и утврђени замак са циљем да додатно утврде власт на том подручју свог царства у основи насељеног Карелима. Град-тврђава Виборг је још 1403. године по налогу тадашњег шведског краља добио и званичан статус града. Иако су разни руски владари у више наврата покушавали да га освоје, у границе руске државе по први пут улази 1710. године захваљујући успешним војним походима Петра Великог на подручју Карелијске превлаке. У периоду између 1918. и 1940. налази се у границама независне државе Финске, где је после Хелсинкија по броју становника био други град у земљи. По окончању Другог светског рата враћа се у састав Совјетског Савеза, односно у границе независне Русије након 1992. године. Дана 25. марта 2010. граду Виборгу је додељено највише титуларно признање у Русији: Град војничке славе, а с тим у вези на централном градском тргу подигнута је и спомен стела којом се велича херојство његових житеља током отаџбинских ратова.
Са територијом од 160,847 км² Виборг је територијално највећи град у Лењинградској области, док је према проценама националне статистичке службе за 2015. ту живело 79.897 становника (више становника живи само у Гатчини). Од 2008. град је административно подељен на 10 микрорејона.
Захваљујући дугој и богатој историји, у граду се данас налази више од три стотине различитих архитектонских, историјских, културних и археолошких споменика, а многи од њих се налазе и на листи културног наслеђа Руске Федерације. Најпознатије градске знаменитости су чувени Виборшки замак из 1293, Библиотека Алвар Алто грађена у периоду 1933—1935. по пројекту чувеног финског архитекте Алвара Алта, те пејзажни парк музеј на отвореном Монрепо. Градским пејзажом доминира 48,6 m високи торањ Светог Улава.
Гасовод „Северни ток“ којим се руски гас допрема до немачког града Грајфсвалда, дугачак 1.224 километра, започиње управо у Виборгу.

## Етимологија
Према старијим верзијама, град је добио име од словенске речи „Вибор” (избор) и његов оснивач био је легендарни вођа словенске династије Рјуриковича Гостомисл (790–860). Како првобитне верзије никада историјски нису доказане, званична историја града започиње са досељавањем карелијских племена на то подручје (иако не постоје подаци о званичном имену насеља).
Први званичан и историјски доказан назив био је Виборг (швед. Wiborg), како су, наиме, шведски освајачи прозвали новоосновани замак саграђен 1293. године, на месту некадашње карелијске утврде. Насеље је задржало то име и наредних 7 векова, све до 1917. године, када је Виборшка губернија постала делом Велике кнежевине Финске, а сам град је као и већина топонима финизован у Випури (фин. Viipuri). Руска верзија имена града поново је враћена 1948. године, и задржала се до данашњих дана.

## Географија
Град Вибор смештен је у северозападном делу Лењинградске области, у западном делу Карелијске превлаке и на северној обали Виборшког залива, на око 174 километра западно од историјског центра града Санкт Петербурга. Град лежи на надморској висини која се креће до 51 метра изнад нивоа мора (централни део града Батернаја гора лежи на висини од 33 метра).
Градска територија обухвата подручје површине 160,847 км²,) и протеже се у смеру југоисток-северозапад у дужини од око 16 километара, односно око 10 километара у смеру југозапад-североисток. Виборгу припадају и укупно 54 именована и 36 неименованих острва.
Град Виборг се баш као и цела Лењинградска област, налази у временској зони UTC+3 (Московско време).

### Клима
Виборг се налази у северној граничној зони умереноконтиненталне климе, а због маритимних утицаја има доста благе зиме, али и умерено топла лета. Апсолутна максимална температура ваздуха има вредност од +34,6 °C, односно минимална од -36,8 °C. Просечна годишња температура ваздуха је нешто нижа него у оближњем Санкт Петербург, и има вредност од +4,8 °C (у Петербургу +5,8 °C).
Просечна годишња сума падавина је 677 мм, просечно је око 143 дана годишње са кишом. Снег пада у зимском делу године, највише у децембру, јануару и фебруару, просечна годишња влажност ваздуха је око 80%.
У пролеће и лето долази до појаве белих ноћи, максимална дужина дана је 19 сати и 10 минута, док је минимална дужина обданице свега 5 сати и 38 минута.
| Клима Виборга               | Клима Виборга | Клима Виборга | Клима Виборга | Клима Виборга | Клима Виборга | Клима Виборга | Клима Виборга | Клима Виборга | Клима Виборга | Клима Виборга | Клима Виборга | Клима Виборга | Клима Виборга |
| Показатељ \ Месец           | .Јан.         | .Феб.         | .Мар.         | .Апр.         | .Мај.         | .Јун.         | .Јул.         | .Авг.         | .Сеп.         | .Окт.         | .Нов.         | .Дец.         | .Год.         |
| --------------------------- | ------------- | ------------- | ------------- | ------------- | ------------- | ------------- | ------------- | ------------- | ------------- | ------------- | ------------- | ------------- | ------------- |
| Апсолутни максимум, °C (°F) | 6,5 (43,7)    | 10,0 (50)     | 13,8 (56,8)   | 22,1 (71,8)   | 29,0 (84,2)   | 32,9 (91,2)   | 34,6 (94,3)   | 33,4 (92,1)   | 29,0 (84,2)   | 19,0 (66,2)   | 11,1 (52)     | 8,4 (47,1)    | 34,6 (94,3)   |
| Максимум, °C (°F)           | −4,0 (24,8)   | −4,1 (24,6)   | 0,5 (32,9)    | 7,2 (45)      | 14,7 (58,5)   | 19,2 (66,6)   | 22,3 (72,1)   | 20,2 (68,4)   | 14,3 (57,7)   | 7,9 (46,2)    | 1,7 (35,1)    | −2,1 (28,2)   | 8,2 (46,8)    |
| Просек, °C (°F)             | −6,7 (19,9)   | −7,3 (18,9)   | −3,0 (26,6)   | 3,0 (37,4)    | 10,2 (50,4)   | 15,0 (59)     | 18,2 (64,8)   | 16,3 (61,3)   | 10,9 (51,6)   | 5,5 (41,9)    | −0,4 (31,3)   | −4,5 (23,9)   | 4,8 (40,6)    |
| Минимум, °C (°F)            | −9,5 (14,9)   | −10,5 (13,1)  | −6,4 (20,5)   | −0,5 (31,1)   | 5,9 (42,6)    | 11,1 (52)     | 14,3 (57,7)   | 12,7 (54,9)   | 7,9 (46,2)    | 3,2 (37,8)    | −2,3 (27,9)   | −7,1 (19,2)   | 1,6 (34,9)    |
| Апсолутни минимум, °C (°F)  | −36,8 (−34,2) | −34,0 (−29,2) | −29,0 (−20,2) | −20,0 (−4)    | −5,0 (23)     | 0,0 (32)      | 5,8 (42,4)    | 0,0 (32)      | −4,0 (24,8)   | −11,4 (11,5)  | −19,8 (−3,6)  | −34,0 (−29,2) | −36,8 (−34,2) |
| Количина падавина, mm (in)  | 48 (1,89)     | 36 (1,42)     | 40 (1,57)     | 31 (1,22)     | 40 (1,57)     | 63 (2,48)     | 65 (2,56)     | 82 (3,23)     | 68 (2,68)     | 76 (2,99)     | 67 (2,64)     | 61 (2,4)      | 677 (26,65)   |
| Дани са кишом               | 6             | 5             | 7             | 10            | 14            | 15            | 15            | 15            | 17            | 17            | 13            | 9             | 143           |
| Дани са снегом              | 17            | 15            | 12            | 5             | 0             | 0             | 0             | 0             | 0             | 2             | 9             | 16            | 76            |
| Релативна влажност, %       | 87            | 85            | 82            | 74            | 68            | 71            | 73            | 77            | 82            | 86            | 88            | 89            | 80,2          |
| Извор: Pogoda.ru.net        |               |               |               |               |               |               |               |               |               |               |               |               |               |

## Историја
Град је у својој богатој историји припадао трима различитим државама. Као део Краљевине Шведске од 1293. до 1710, након чега је постао део Руског царства од 1710. до 1917. Након октобарске револуције постао је Фински град од 1917. до 1940. Након пораза Финске у Другом светском рату 1944. постао је део Совјетског Савеза, све до распада 1991. када уђе у састав Русије.

## Становништво
Према прелиминарним подацима са пописа, у граду је 2010. живело 80.013 становника, 789 (1,00%) више него 2002.
| 1939.  | 1959.  | 1970.  | 1979.  | 1989.  | 2002.  | 2010.  |
| ------ | ------ | ------ | ------ | ------ | ------ | ------ |
| 74.403 | 51.088 | 65.188 | 75.573 | 80.924 | 79.224 | 79.962 |

## Градови побратими
Град Виборг има потписане уговоре о партнерству и сарадњи са следећим градовима:
- Боде (Норвешка)
- Лапенранта (Финска)
- Нићепинг (Шведска)
- Тампере (Финска)[9]
- Рамла (Израел)